# BAR 002
Der BAR 002 war der Formel-1-Rennwagen von BAR-Honda für die Saison 2000. Er war der zweite Wagen von BAR und direkter Nachfolger des BAR 01.

## Allgemein
Nach dem Desaster von 1999, als BAR keinen einzigen Weltmeisterschaftspunkt erzielte, wurde im Jahr 2000 vor allem bessere Technik nötig, um konkurrenzfähig zu sein und zur Spitze zu gehören. Ebenfalls wurde das Werben für State Express 555 eingestellt, da die Marke in Europa und Nordamerika weitgehend unbekannt war, und die Hauptsponsorenfläche am Fahrzeug, Flügeln und Seitenkästen, Lucky Strike zuerkannt.

## Sponsoren und Lackierungen
Anstelle der zweifarbigen Lackierung im Vorjahr war die Grundfarbe des Wagens Weiß mit einigen silbernen Flächen an der Nase, der Lufthutze und dem Heckflügel. Auf den Seitenkästen und vor dem Cockpit befand sich das Rundlogo von Lucky Strike. Auf Rennstrecken in Ländern, in denen Tabakwerbung untersagt war, wurde dabei die Lucky-Strike-Werbung abgeändert: Aus dem Rundlogo wurde der Schriftzug entfernt, andernorts (auf der Oberseite der Seitenkästen sowie auf dem Heckspoiler) dagegen durch den Slogan „Look Alike“ (englisch sinngemäß für „Doppelgänger“) ausgetauscht. Außerdem wurde für Sonax, bee-trade.com und wie schon im Vorjahr für den kanadischen Provider Teleglobe, eingebracht von Jacques Villeneuve, geworben.

## Technik

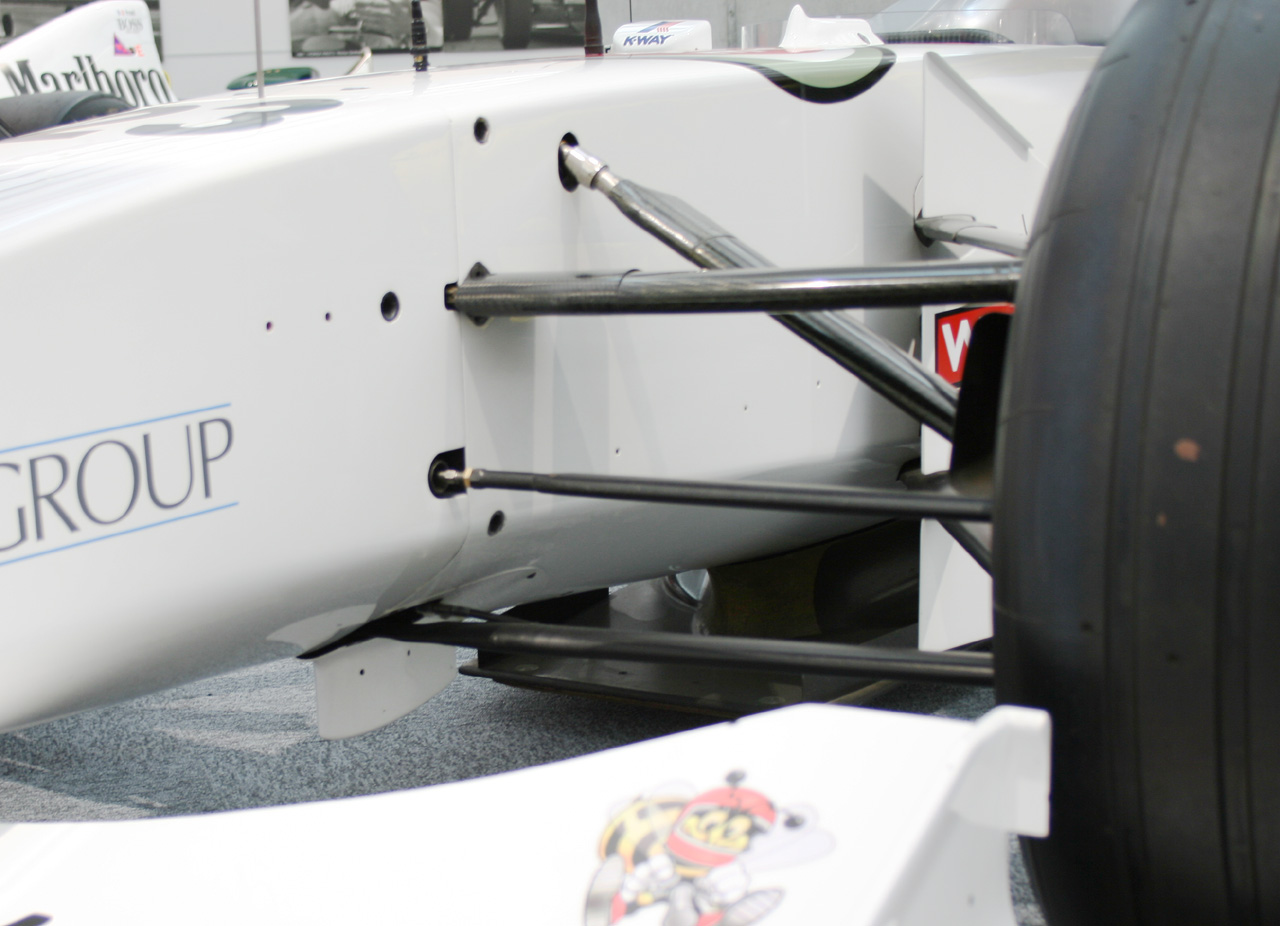
Vorderradaufhängung des BAR 002

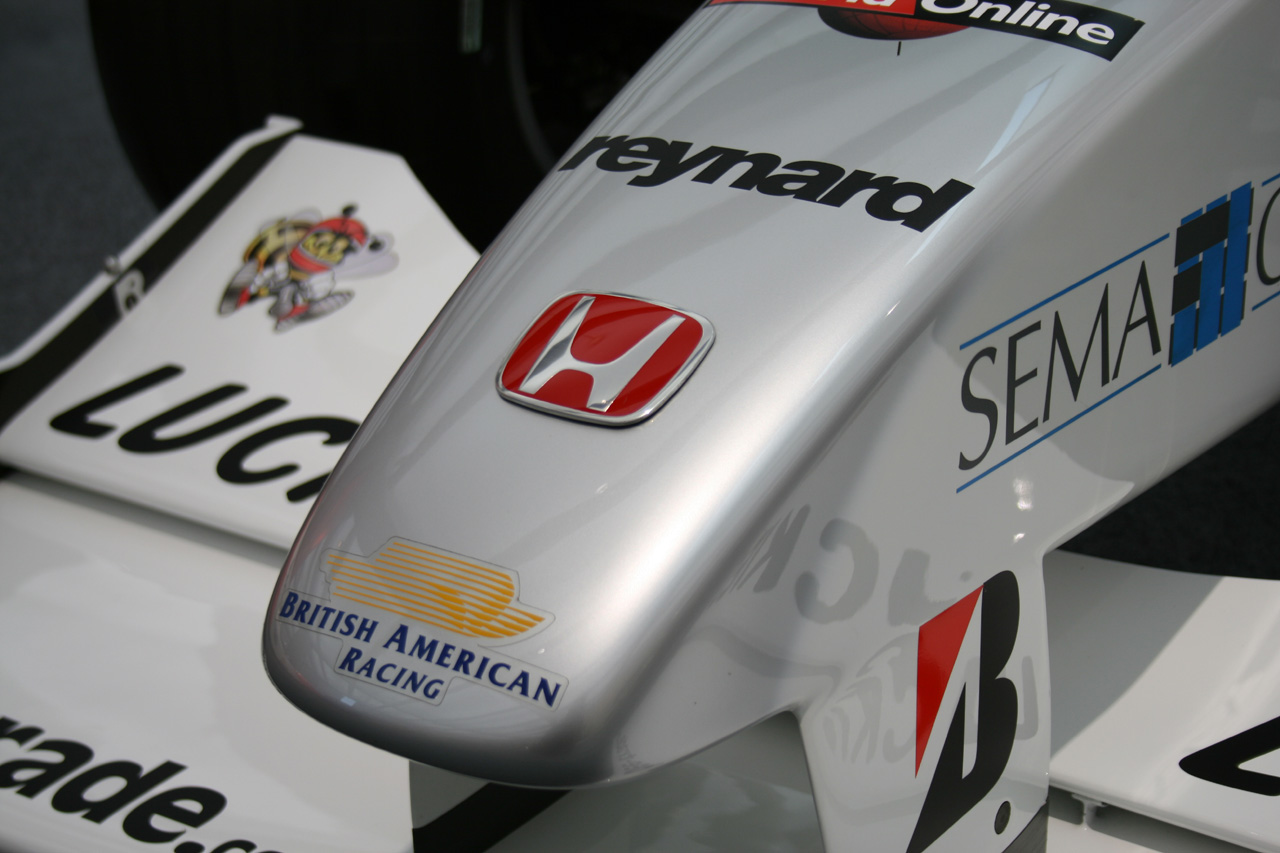
Nase des BAR 002

Das Fahrzeug wurde im Gegensatz zum Vorjahreswagen allein von Malcolm Oastler entwickelt. Der Motor war der RA000E-V10-Motor von Honda. Die Technik des 6-Gang-Getriebes blieb erhalten, jedoch nicht mehr in Zusammenarbeit mit Xtrac entwickelt, sondern von BAR allein. Die Aufhängungen bestanden beide aus je zwei Querlenkern mit Schubstreben. Außerdem wurden mechanische Drehfedern und mechanische Stabilisatoren entwickelt, die jedoch sehr kompliziert und unzuverlässig waren. Das Benzin kam von Nippon Oil und die Reifen wie im Vorjahr von Bridgestone.

## Saison 2000
Das Auto erwies sich im Gegensatz zum Vorjahr zumindest in Australien als Mittelfeldfahrzeug, sodass im Rennen sowohl Villeneuve als auch Zonta punkten konnten. Danach kam es nur noch zu unregelmäßigen Punkterängen. Die beste Saisonplatzierung war Platz vier, jeweils in Australien, Österreich, Frankreich und in den USA durch Jacques Villeneuve erzielt.

## Ergebnisse
| Fahrer                          | Nr.                             | 1 | 2   | 3  | 4   | 5   | 6   | 7   | 8  | 9   | 10  | 11  | 12 | 13 | 14  | 15 | 16 | 17  | Punkte | Platz |
| ------------------------------- | ------------------------------- | - | --- | -- | --- | --- | --- | --- | -- | --- | --- | --- | -- | -- | --- | -- | -- | --- | ------ | ----- |
| Formel-1-Weltmeisterschaft 2000 | Formel-1-Weltmeisterschaft 2000 |   |     |    |     |     |     |     |    |     |     |     |    |    |     |    |    |     | 20     | 5.    |
| J. Villeneuve                   | 22                              | 4 | DNF | 5  | 16  | DNF | DNF | 7   | 15 | 4   | 4   | 8   | 12 | 7  | DNF | 4  | 6  | 5   | 20     | 5.    |
| R. Zonta                        | 23                              | 6 | 9   | 12 | DNF | 8   | DNF | DNF | 8  | DNF | DNF | DNF | 14 | 12 | 6   | 6  | 9  | DNF | 20     | 5.    |

| Legende  | Legende            | Legende                                                          |
| Farbe    | Abkürzung          | Bedeutung                                                        |
| -------- | ------------------ | ---------------------------------------------------------------- |
| Gold     | –                  | Sieg                                                             |
| Silber   | –                  | 2. Platz                                                         |
| Bronze   | –                  | 3. Platz                                                         |
| Grün     | –                  | Platzierung in den Punkten                                       |
| Blau     | –                  | Klassifiziert außerhalb der Punkteränge                          |
| Violett  | DNF                | Rennen nicht beendet (did not finish)                            |
| Violett  | NC                 | nicht klassifiziert (not classified)                             |
| Rot      | DNQ                | nicht qualifiziert (did not qualify)                             |
| Rot      | DNPQ               | in Vorqualifikation gescheitert (did not pre-qualify)            |
| Schwarz  | DSQ                | disqualifiziert (disqualified)                                   |
| Weiß     | DNS                | nicht am Start (did not start)                                   |
| Weiß     | WD                 | zurückgezogen (withdrawn)                                        |
| Hellblau | PO                 | nur am Training teilgenommen (practiced only)                    |
| Hellblau | TD                 | Freitags-Testfahrer (test driver)                                |
| ohne     | DNP                | nicht am Training teilgenommen (did not practice)                |
| ohne     | INJ                | verletzt oder krank (injured)                                    |
| ohne     | EX                 | ausgeschlossen (excluded)                                        |
| ohne     | DNA                | nicht erschienen (did not arrive)                                |
| ohne     | C                  | Rennen abgesagt (cancelled)                                      |
| ohne     | keine WM-Teilnahme |                                                                  |
| sonstige | P/fett             | Pole-Position                                                    |
| sonstige | 1/2/3/4/5/6/7/8    | Punktplatzierung im Sprint-/Qualifikationsrennen                 |
| sonstige | SR/kursiv          | Schnellste Rennrunde                                             |
| sonstige | *                  | nicht im Ziel, aufgrund der zurückgelegten Distanz aber gewertet |
| sonstige | ()                 | Streichresultate                                                 |
| sonstige | unterstrichen      | Führender in der Gesamtwertung                                   |